# Infernal Runner
 (juin 2015).
Si vous disposez d'ouvrages ou d'articles de référence ou si vous connaissez des sites web de qualité traitant du thème abordé ici, merci de compléter l'article en donnant les références utiles à sa vérifiabilité et en les liant à la section « Notes et références ».
Infernal Runner est un jeu vidéo de plates-formes édité par Loriciels en 1985. Imaginé et développé par Yves Korta et Michel Koell sur Commodore 64, il s'agit probablement de l'un des premiers jeux vidéo « gore » à avoir vu le jour. Éric Chahi, plus tard créateur d'Another World, a réalisé l'adaptation sur Amstrad CPC.